# Пац, Бонифаций Теофил
Бонифаций Теофил Пац (ок. 1622—1678) — государственный и военный деятель Великого княжества Литовского, тиун трокский (ок. 1657), полковник литовских войск (1665), стражник великий литовский (1669—1676), обозный великий литовский (1676—1678), староста ботоцкий и рыский.

## Биография
Представитель литовского магнатского рода Пацов герба «Гоздава». Сын воеводы трокского Петра Паца (ок. 1570—1642) от второго брака с Эльжбетой Шемет (ум. 1652). Братья — Феликс Ян, Иероним Доминик, Михаил Казимир и Казимир Пацы.
Около 1660 года Бонифаций Теофил Пац получил звание тиуна трокского, в 1665 году стал полковником королевским. 29 сентября 1669 года был назначен стражником великим литовским, а в январе 1676 года получил должность обозного великого литовского.

## Семья и дети
Был дважды женат. Около 1642 года женился на Катаржине Францкевич-Радзиминской (ум. до 1665), от брака с которой имел сына и двух дочерей:
- Ян Кшиштоф Пац (ум. 1702), полковник королевский (до 1683), маршалок вилькомирский (ок. 1690), подкоморий великий литовский (1698), староста ботоцкий
- Анна Клара Пац, 1-й муж тиун Малых Деревень Войцех Waїycski, 2-й муж войский жмудский Флориан Адам Eperyaszy
- Эльжбета (Гальша) Пац, жена стольника новогрудского Адама Хрептовича

В 1669 году вторично женился на княжне Эльжбете Масальской (ум. после 1684), дочери подкомория гродненского, князя Станислава Масальского (? — 1670) и Изабеллы Нарушевич. Во втором браке не имел детей.